# Censura en Argelia
Las condiciones de trabajo de los periodistas en Argelia han evolucionado desde la independencia en 1962. En 1990, el Código de Prensa fue suprimido, permitiendo una mayor libertad de prensa. Sin embargo, con la guerra civil en la década de 1990, más de 70 periodistas fueron asesinados, tanto por las fuerzas de seguridad como por los islamistas. Entre 1993 y 1998, 60 periodistas fueron asesinados en Argelia.

## Décadas de 1990 y 2000
Recientemente, el presidente Abdelaziz Bouteflika ha cerrado varios periódicos, encarcelado a periodistas como Mohammed Benchicou, director de Le Matin y autor de una crítica biografía de Bouteflika, y forzado a otros periodistas al exilio, la mayoría en Francia.
El índice de libertad de prensa de Reporteros Sin Fronteras (RSF) dio un 40 aproximadamente a Argelia hace cinco años (actualmente la cifra ha crecido, lo que significa una menor libertad de prensa). Junto con el periódico L'Humanité, RSF denunció el encarcelamiento de Benchicou, quien fue sentenciado a dos años de prisión por su denuncia de la corrupción en Argelia. Benchicou fue galardonado con el Premio Barbara Goldsmith.
Argelia ha visto recientemente numerosos ataques a la libertad de prensa, además del encarcelamiento de Mohammed Benchicou. El periódico La Tribune fue cerrado en 1996. El blog de Sam fue censurado en marzo de 2006. El Watan también sufrió ataques desde el Estado argelino en 1998. Los reporteros, según el Comité para la Protección de los Periodistas (CPJ por sus siglas en inglés) han sido marcados como objetivo por las fuerzas gubernamentales y los islamistas insurgentes. Periodistas de los periódicos Liberté y Le Matin han sido enviados al exilio a Francia.

## Febrero de 2007: simposio sobre las desapariciones
Las autoridades bloquearon el 7 de febrero de 2007 un simposio titulado “Pour la Vérité, la Paix et la Conciliation” (Por la Verdad, la Paz y la Conciliación), organizado por la CFDA (Collectif des Familles de Disparus en Algérie, Colectivo de las Familias de Desaparecidos en Argelia), SOS Disparus, Djazairouna, la ANFD (Association Nationale des Familles de Disparus, Asociación Nacional de las Familias de Desaparecidos) y Somoud. Esta nueva forma de censura en una conferencia sobre las “desapariciones” ocurridas durante la guerra civil en los 90 ha sido criticada por la ACAT-France (Action des Chrétiens pour l'Abolition de la Torture, Acción de los Cristianos para la Abolición de la Tortura), la Federación Internacional por los Derechos Humanos (FIDH) y la Organización Mundial Contra la Tortura (OMCT). Además, los críticos del polémico Estatuto para la Paz y la Reconciliación Nacional, adoptado el 29 de septiembre de 2006, han sido fijados como objetivo por las autoridades, las cuales emplean diversos métodos de intimidación

.